# Clovis, California
Clovis là một thành phố thuộc quận Fresno trong tiểu bang California, Hoa Kỳ. Thành phố có tổng diện tích 23,278 dặm vuông Anh (60,29 km2), toàn bộ là diện tích đất. Theo điều tra dân số Hoa Kỳ năm 2010, thành phố có dân số 70.000 người, là thành phố lớn thứ 92 bang California năm 2010, dân số tháng 9 năm 2011 là 97.218 người. Clovis có cự ly 6,5 dặm (10,5 km) về phía đông bắc trung tâm Fresno, nằm ở độ cao 110.